# ورا برژنوا
ورا ویکتوریا گالوشکا (اوکراینی: Віра Вікторівна Галушка، روسی: Вера Викторовна Галушка، متولد ۳ فوریه ۱۹۸۲) بیشتر شناخته شده با نام مستعار ورا برژنوا خواننده پاپ اوکراینی و مجری است. او قبلاً عضو گروه ویا گرا بود.
او در فیلم عشق در وگاس بازی کرده است.

## زندگی‌نامه

### خانواده
ورا در ۳ فبریه ۱۹۸۲ در شهر دنیپرودزرژینسک، جمهوری سوسیالیستی اوکراین شوروی متولد شد. او در یک خانواده معمولی بزگ شد. مادرش تامارا اهل روسیه است. و پدرش ویکتور یک دورگهٔ اوکراینی،  روس است. پدرشدر یک کارخانه شیمیایی کنار رودخانه دنیپر کار کرد.
مادر او، که از دانشکده پزشکی فارغ‌التحصیل شده بود و در همان محل مشغول به کار شد. ورا سه خواهر دارد که یکی از آنها از او بزرگتر است به نام هالینا و دو خواهر کوچکتر که باهم دوقلو هستند به نام‌های ناستیا و ویکا.
او یک تخت برای پدر و مادرش از بوریسپیل نزدیک کی‌یف خرید. پدر دختر ورا برژنوا (سونیا) ویتالی وویچنکو هست. آنها چند سال بعد از ازدواج مدنی خودزمانی که یک دختر داشتند باهم ازدواج کردن. او یک مهندس اقتصاد بود که در راه‌آهن دنیپرودزرژینسک کار می‌کرد.

### گروه موزیک ویاگرا
این گروه در سال ۲۰۰۲ آغاز به کار کرد. گروه ویاگرا (نو ویرگوس) دنبال یک خواننده دختر می‌گشت که جایگزین (آلنا وینیتسکایا)کنند که ورا برای امتحان در این گروه دعوت شد و او برنده شد. در ژانویهٔ سال ۲۰۰۳ در این گروه جدید ویا گرا (آنا و نادیا و ورا) شروع به فعالیت کردند.
که، با توجه به محبوبیت شگفت‌انگیز خود، نام خط طلایی به دست آوردند.
در طول زندگی حرفه‌ای خود را در نو ویرگوس ورا تجربه زیادی، اعم از عشق از طرفداران فیلم‌های پرفروش و جوایز متعددی بدست آورد.
در ژوئیه ۲۰۰۷ این خواننده بلوند تصمیم گرفت به یک استراحت از گروه، که در دسامبر ۲۰۰۷ با اطلاعات رسمی گروه را ترک کردن او به کار خود در گروه ویا گرا پایان داد. نو ویرگوس. ورا در این گروه جای تاتیانا تاتیانا کوتووا بود.

### یک شعاع از نور
هدف بنیاد خیریه خود کمک فداکارانه برای کودکان است، آی. ای پژوهش، صندوق پرورش دهندگان و تحقق از ابتکارات ارزشمند اجتماعی با هدف رشد هماهنگ کودکان است.

### قدرت ده
ورا میزبان و مجری بود در نسخه روسی برنامه ی"Power of Ten" (به روسی: Магия ۱۰-ти, Magic of ۱۰) برای اولین بار در ۷ ژانویه در شبکه تلویزیونی روس زبان Channel One Russia پخش می‌شد.

### بازگشت به موسیقی
در می۲۰۰۸ ورا نمایش اولین تک‌آهنگ او به نام (Я Не Играю ; من بازی نمی‌کنم). که آهنگ توسط خود تولیدکننده کنستانتین میلادزه نوشته شده‌است.
دومین آهنگ نیروانا در ۲۷ اکتبر آمد. آهنگ سوم (عشق در شهر بزرگ) در سال ۲۰۰۹ منتشر شد.
سپس او در این ویدئو (تابستان برای همیشه) از این گروه ظاهر شد. Diskoteka Avariya با بازیگران آناستازیا زادوروژنیا و سوتلانا خودچنکووا.
آهنگ چهارم در اواسط ماه آوریل (عشق جهان را نجات دهد) از زندان آزاد شد و به # ۱ در روسیه پخش هفتگی رسید.
آهنگ بعدی عاجلانه، بود آواز دو نفری با Potap در ماه سپتامبر منتشر شد.
. ششم تک قطعه موسیقی یا آواز دو نفری با دن بالان (Лепестками слез؛ گلبرگ اشک). آغاز ۲۰۱۱ سال ورا برای اولین باردر آهنگ سکسی بامبینا و آغاز سال ۲۰۱۲ تنها Ishu tebya را منتشر کرد.

### Любовь в большом городе (عشق در شهر بزرگ)
ورا همچنان در فیلم کیتجا هم بازی کرده‌است.

## آلبوم‌شناسی

### آهنگ‌ها
| سال  | آهنگ                                             | موقعیت نمودار | موقعیت نمودار |
| سال  | آهنگ                                             | اوکراین       | روسیه         |
| ---- | ------------------------------------------------ | ------------- | ------------- |
| ۲۰۰۸ | "Я не играю" (من بازی نمی‌کنم)"                   | —             | ۶             |
| ۲۰۰۸ | "Нирвана (نیروانا)"                              | —             | ۸۰            |
| ۲۰۰۹ | "Любовь в большом городе (عشق در شهر بزرگ)"      | —             | ۱۹            |
| ۲۰۱۰ | "Любовь спасёт мир (عشق جهان را نجات خواهد داد)" | ۱             | ۱             |
| ۲۰۱۰ | "Пронто (Pronto)" (با پوتاپ)                     | —             | ۳۱            |
| ۲۰۱۰ | "Лепестками слез (با گلبرگ اشک) (با دن بالان)    | ۱             | ۱             |
| ۲۰۱۱ | "Реальная жизнь (زندگی واقعی)"                   | —             | ۱             |
| ۲۰۱۲ | "سکسی بامبیا"                                    | ۱             | —             |
| ۲۰۱۲ | "Ищу тебя (من دارم دنبالت می‌گردم)"               | —             | —             |